# Brion (Lozère)
Brion is een gemeente in het Franse departement Lozère (regio Occitanie) en telt 99 inwoners (2009). De plaats maakt deel uit van het arrondissement Mende.

## Geografie
De oppervlakte van Brion bedraagt 22,8 km², de bevolkingsdichtheid is dus 4,3 inwoners per km².
De onderstaande kaart toont de ligging van Brion (Lozère) met de belangrijkste infrastructuur en aangrenzende gemeenten.

## Demografie
Onderstaande figuur toont het verloop van het inwonertal (bron: INSEE-tellingen).